# NGC 87
NGC 87 este o galaxie neregulată situată în constelația Phoenix. Aceasta a fost descoperită în 30 septembrie 1834 de către John Herschel.